# Worthington Mountains
Die Worthington Mountains sind ein kleiner, in nord-südlicher Richtung verlaufender Gebirgszug im Nordwesten des Lincoln County im Bundesstaat Nevada der Vereinigten Staaten. Der Gebirgszug wird im Westen durch das Sand Spring Valley und im Osten durch das Garden Valley begrenzt. Im Nordwesten liegt die Quinn Canyon Range, die Golden Gate Range liegt im Osten. Die Timpahute Range verläuft südlich bis südöstlich.
Die beiden höchsten Erhebungen sind der am nördlichen Ende liegende Worthington Peak (2724 m) sowie der am südlichen Ende liegende Meeker Peak (2672 m). Die das Gebirge umgebenden Becken liegen in einer Höhe von 1500–1800 m.
Die Worthington Mountains sind Bestandteil des Basin and Range National Monument. Dieses Schutzgebiet wurde von Barack Obama durch eine Presidential Proclamation am 10. Juli 2015 ausgewiesen.

## Geologie

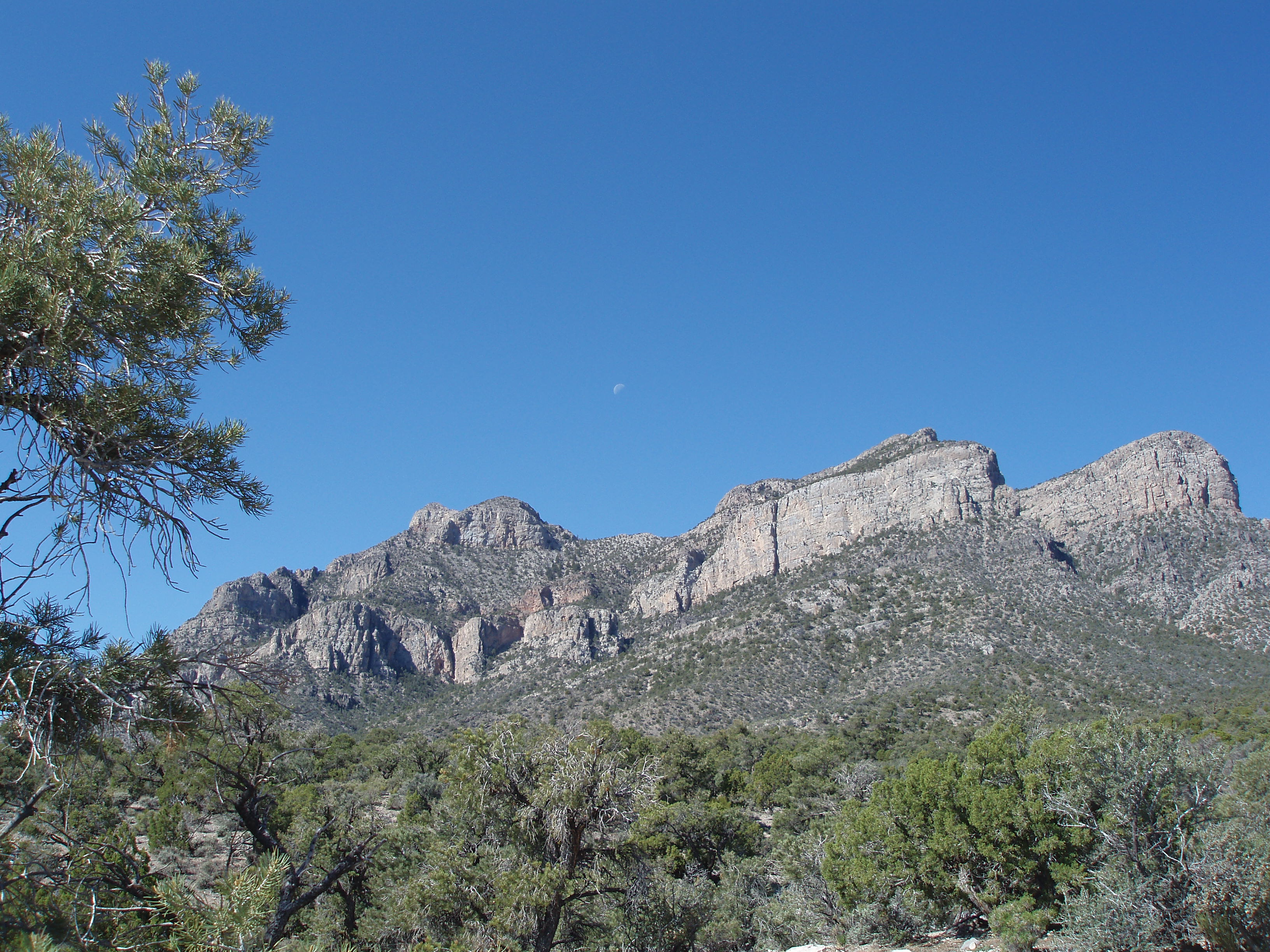
Die Worthington Mountains von Osten. Links befindet sich der Meeker Peak.

Vorwiegend besteht dieses Gebiet aus Kalkstein der Pogonip Group und Dolomit aus der geochronologischen Periode des Ordovizium. Diese verlaufen in Nord-Süd-Richtung und fallen nach Westen um ca. 20° ab. Die Sedimentgesteine sind durch zahlreiche Intrusionen gestört.
Während der geochronologischen Periode des Devon erhob sich die so genannte Guilmette-Formation im südlichen Teil der Gebirgskette. In dieser Formation finden sich Einschlüsse der Alamo-Brekzie, die auf den Einschlag eines großen Meteoriten (Alamo-Einschlag) vor ca. 375 Millionen Jahren hinweisen. Zu dieser Zeit war die Region von einem urzeitlichen Ozean bedeckt. Heute gibt es hier kein Oberflächenwasser mehr.

## Industrie
Der Freiberg District im Nordosten der Region hat eine lange Bergbautradition. Die alte Freiberg Mine begann zunächst mit dem Fördern von Gold und Silber im Jahr 1865. Um das Jahr 1918 wurde die Mine erneuert. Ab 1919 bis 1948 förderte die neue Freiberg Mine schließlich im Untertage- und Tagebauverfahren Silber, Blei, Zink und Kupfer.

## Vegetation und Tierreich
In den niedrigeren Lagen dominieren Steppen, bestehend aus Gräsern und Sträuchern. An den unteren Berghängen finden sich verschiedene Koniferenarten, Amerikanische Zitterpappel und Utah-Wacholder. In höheren Berglagen bis fast 2700 m gibt es Ponderosa-Kiefern. Bemerkenswert sind einige Pflanzenarten, die in diesem Schutzgebiet endemisch sind.
Unter den Säugetierarten im Gebiet befinden sich Rotluchs, Puma, Gabelbock, Wapiti, Maultierhirsch und Dickhornschaf.
Zahlreichen Eidechsen, Fledermaus- und Schlangenarten sind im Gebiet zu finden. Es kommen die Greifvogelarten Steinadler, Rundschwanzsperber und Königsrauhfußbussard vor. Weitere Vogelarten sind Kaninchenkauz, Chukarhuhn, Helmwachtel, Bergspottdrossel, Nevadaammer, Berghüttensänger, Louisianawürger und Grünschwanz-Grundammer.

## Schutzgebiet Worthington Mountains Wilderness Area

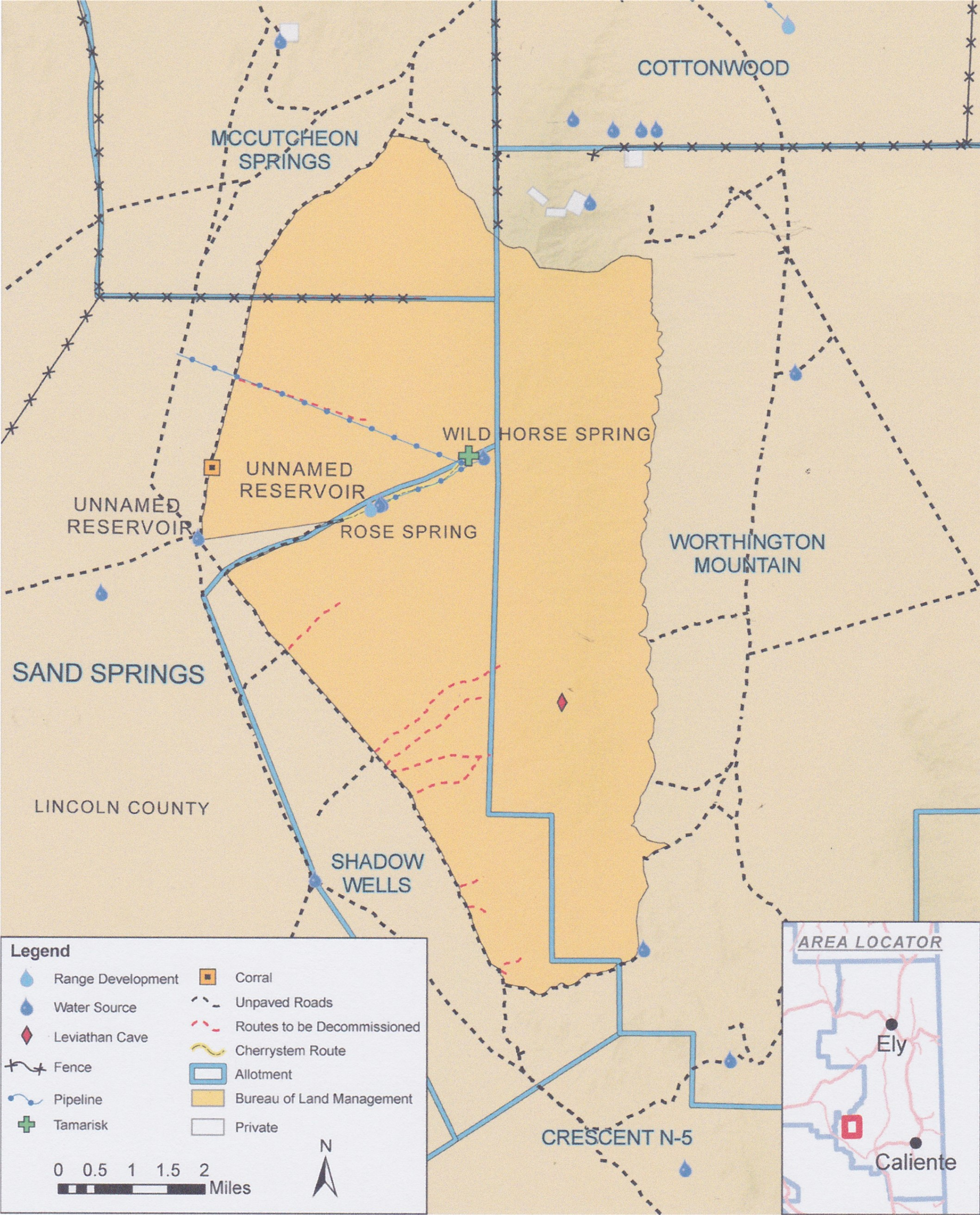
Worthington Mountains Schutzgebiet, Nevada

Die Worthington Mountains Wilderness Area wurde bereits im Jahr 2004 durch den U.S. Congress zum Wilderness Area (englisch, wörtlich „Wildnis-Gebiet“) erklärt. Dieses Gebiet umfasst den größten Teil der Worthington Mountains. Das Wildnisgebiet ist 124,09 km² groß. Dazu gehören auch die weitläufigen Schwemmfächer an den Westhängen der Berge. Worthington Peak markiert die Nordgrenze des Schutzgebiets. Nördlich des Worthington Peak befindet sich das alte Bergbaugebiet, welches nicht zum Schutzgebiet gehört. Gemessen an der Höhenlage umfasst das Schutzgebiet einen Bereich von 1500–2733 m. Das Gelände besteht aus zerklüfteten Gipfeln und Graten, engen Schluchten und steilen Böschungen, die sich bis zu dem Wüstenboden hinabziehen.
Im Worthington Mountains Wilderness Area sind grundsätzlich menschliche Eingriffe dauerhaft verboten. Da es keine Wege gibt, ist nur eine Nutzung ohne Fahrzeuge möglich. Auch Fahrräder bzw. Mountainbikes sind verboten. Trekking und Wanderreiten ist erlaubt.

## Sehenswürdigkeiten
Die bedeutendste Sehenswürdigkeit ist die Leviathan Cave. Diese Höhle befindet sich nordöstlich des Meeker Peak. Die Höhle ist schwer zugänglich. Sie ist über einen ca. 3,5 km langen und schwierigen Bergsteig in ca. 2400 m Höhe erreichbar. Im Wegverlauf muss eine 10 m senkrecht abfallende Steilstufe mit Abseiltechnik überwunden werden. In den Jahren 2000 bis 2010 betraten im Durchschnitt nur 40 Menschen pro Jahr die Höhle. Die Höhle enthält Stalagmiten und Stalagtiten. Sie ist ungefähr 320 m lang.